# 제7함대 (일본)
제7함대(일본어: 第七艦隊 다이나나칸타이[*], 영어: 7th Fleet)는 일본 전역 말기에 소해 작전을 맡았던 일본 제국 해군의 함대이다. 

## 역사
미국 해군에서 항로를 막아 일본군의 항복을 이끌어내기 위해 1945년 3월부터 시작된 기아 작전에 의한 해상 봉쇄를 풀기 위해 급히 편성되었다. 제1호위함대나 제3호위함대에 임무를 부여하는 제안이 있었으나, 중요한 임무이므로 사기를 올린다는 명목으로 해군 재적 목록에 비어있는 제7함대로 정하고, 구레 진수부 기타큐슈 모지구 모지코에 있는 기타큐슈항에 사령부를 설치하였다.
제7함대는 오래된 소해정, 상선, 구잠정으로 편성되었다. 기뢰가 깔려있는 간몬 해협, 쓰시마 해협, 호요 해협, 대한 해협을 순찰하면서 소해작전을 수행하였고, 종전 후 9월 15일에 폐지되었다.

## 조직

### 지휘부
| 계급 | 성명          | 취임일          | 이임일   | 추가 설명                 |
| ---- | ------------- | --------------- | -------- | ------------------------- |
| 중장 | 기시 후쿠시   | 1945년 4월 15일 | 8월 20일 | 제1호위함대 사령장관 겸임 |
| 중장 | 오모리 센타로 | 1945년 8월 20일 | 9월 15일 |                           |

| 계급 | 성명            | 취임일          | 이임일   | 추가 설명               |
| ---- | --------------- | --------------- | -------- | ----------------------- |
| 소장 | 고토 미쓰타로   | 1945년 4월 15일 | 8월 20일 | 제1호위함대 참모장 겸임 |
| 소장 | 후지와라 기요마 | 1945년 8월 20일 | 9월 15일 |                         |

## 참고 자료
- 日本近代史料研究会, 편집. (1971). 《日本陸海軍の制度・組織・人事》 (일본어). 東京大学出版会.
- 大井篤 (1985). 《海上護衛総司令部》. 歴史と人物 (일본어). 中央公論社.